# Хардинсбург (Кентаки)
Хардинсбург (енгл. Hardinsburg) град је у америчкој савезној држави Кентаки.

## Демографија
По попису из 2010. године број становника је 2.343, што је 2 (-0,1%) становника мање него 2000. године.
| Група             | 2000.         | 2010.         |
| Белци             | 2.091 (89,2%) | 2.095 (89,4%) |
| Афроамериканци    | 202 (8,6%)    | 160 (6,8%)    |
| Азијати           | 2 (0,1%)      | 16 (0,7%)     |
| Хиспаноамериканци | 33 (1,4%)     | 28 (1,2%)     |
| Укупно            | 2.345         | 2.343         |